# گاوی اگوادو
گاوی اگوادو (انگلیسی: Xavi Aguado؛ زادهٔ ۵ ژوئن ۱۹۶۸) بازیکن فوتبال اهل اسپانیا است.
از باشگاه‌هایی که در آن بازی کرده‌است می‌توان به باشگاه فوتبال سابادل و باشگاه فوتبال رئال ساراگوسا اشاره کرد.